# Alvinella pompejana
Alvinella pompejana (detto anche verme di Pompei) è un verme marino policheto, scoperto nel 1979, che vive solo in prossimità delle fumarole nere dei fondali oceanici, in condizioni ambientali estreme (acqua caldissima e molto acida e buio totale).

## Scoperta
Alvinella pompejana fu identificata nel 1979 dai biologi francesi Daniel Desbruyères e Lucien Laubier, presso le fumarole nere scoperte appena due anni prima sui fondali al largo delle isole Galápagos, nell'oceano Pacifico.
Il nome del nuovo genere fu dedicato al sommergibile Alvin usato per l'esplorazione.
Il nome dell'unica specie si riferisce alla città di Pompei, per l'analogia suggerita dall'origine vulcanica delle fumarole.

## Descrizione
Il verme di Pompei raggiunge una lunghezza di 10–15 cm e, come è norma per i Policheti, vive all'interno di un tubo sottile. La parte anteriore ha aspetto simile a tentacoli (ma in realtà sono branchie), di colore rosso vivo. Il resto del corpo è grigio pallido.
Il dorso è ricoperto di lunghi filamenti grigio cenere, simili a peli, che sono in realtà colonie di batteri filamentosi del gruppo degli Proteobacteria Epsilon. Questi batteri vivono in simbiosi con il verme, in prossimità di ghiandole che secernono muco. I benefici di questa simbiosi per il verme non sono stati ancora perfettamente chiariti; in un primo momento era stata ipotizzata una funzione semplicemente d'isolamento termico, ma oggi sembra che i batteri in realtà svolgano una funzione autotrofica importante per la nutrizione del verme.

## Distribuzione e habitat
Alvinella pompejana è endemica del Pacifico orientale, dove vive esclusivamente sui fondali abissali, a profondità di 2000–3000 m. Oltre che nell'area delle Galápagos, è stato trovato anche al largo della Costa Rica.
La peculiarità di Alvinella è di vivere in prossimità di sorgenti idrotermali caldissime, a contatto con acque che raggiungono anche 80 °C. Da questo punto di vista, è considerata una delle specie animali più resistenti al calore. In realtà, all'interno dei tubi in cui vivono questi vermi si creano fortissime differenze di temperatura: mentre la coda sta a 80 °C, le branchie stanno a 20 °C.
Anche molto particolare è la capacità del verme di Pompei di sopravvivere in acque ricche di zolfo, presente in particolare sotto forma di acido solfidrico (velenoso e acido) e di solfuro di ferro in soluzione.

## Riproduzione
Poiché le singole fumarole nere non durano a lungo (tipicamente circa vent'anni), anche se continuamente se ne formano di nuove in altri punti, i vermi di Pompei devono affidare le loro uova alle acque fredde circostanti (a circa 2 °C); quando la corrente le porta casualmente in acque più calde, ha luogo il successivo sviluppo.